# سالي بريسمان
سالي بريسمان بيرنشتاين (بالإنجليزية: Sally Pressman)‏ (ولدت في 1 أغسطس 1981) ممثلة أمريكية وراقصة،

## روابط خارجية
- سالي بريسمان على موقع IMDb (الإنجليزية)
- سالي بريسمان على موقع إن إن دي بي (الإنجليزية)
- سالي بريسمان على موقع قاعدة بيانات الفيلم (الإنجليزية)
- SallyPressmanعلى تويتر.